# Den blodiga långfredagen
Den blodiga långfredagen (engelska: The Long Good Friday) är en brittisk kriminalfilm från 1980 i regi av John Mackenzie.
1999 placerade British Film Institute filmen på 21:e plats på sin lista över de 100 bästa brittiska filmerna genom tiderna.

## Utmärkelser
Barrie Keeffe vann ett Edgar Award för bästa filmmanuskript 1983.

## Rollista i urval
| - Bob Hoskins – Harold Shand - Helen Mirren – Victoria - Dave King – Parky - Bryan Marshall – George Harris - Derek Thompson – Jeff Highes - Eddie Constantine – Charlie | - Paul Freeman – Colin - P.H. Moriarty – Razors - Kevin McNally – Irländsk yngling - Pierce Brosnan – IRA-man - Daragh O'Malley – IRA-man - Dexter Fletcher – Kid |